# Château de Laversine
Le château de Laversine situé au 1-3 rue du Hameau des Haies à Saint-Maximin, près de Chantilly, dans l'Oise, construit en 1874 pour le baron Gustave de Rothschild, devient la propriété de son fils le baron Robert de Rothschild en 1912. Durant la Première Guerre mondiale, il abrite des soldats. Durant la Seconde Guerre mondiale, il est saisi par les nazis. Restitué après la guerre à la famille Rothschild, il devient un centre de l'Œuvre de secours aux enfants (OSE). Un lycée professionnel Robert-et-Nelly-de Rothschild y est localisé.

## Histoire
Le château de Laversine est sis en écart au nord du village, près de la RD 162.
L'actuel château a été construit par Alfred-Philibert Aldrophe (1834-1895), architecte de la ville de Paris. Il est bâti en pierre tirée des carrières de Saint-Maximin, qui appartiennent aussi au baron Gustave de Rothschild, sur le bord du plateau, avant la paroi rocheuse, face à l'ample paysage de la vallée de l'Oise. 
Son style est très librement inspiré de François Mansart. Devant l'entrée, sont placés deux groupes animaliers en marbre sculptés par Georges Gardet. 
La baronne de Rothschild et ses trois filles reçoivent beaucoup à Paris, à l'hôtel de l'avenue de Marigny, comme à Laversine, pendant que le baron et ses deux frères dirigent ensemble la banque de la rue Laffitte. Robert de Rothschild hérite du domaine en 1912 et accueille les soldats blessés convalescents pendant la Grande Guerre. Entre les deux guerres, le domaine est surtout réservé aux chasses à courre auxquelles sont conviés parents et amis de la famille de Rothschild. Siège du commandement allemand des unités chargées de la construction des V1 dans les carrières voisines de 1940 à 1944, le château abrite ensuite des unités américaines en 1944 / 1945. 
Mis à sac à la Libération et délaissé, il est remis à une fondation à la mort de Robert de Rothschild en 1949 à charge d'héberger et de former les enfants orphelins de la Shoah. Collège d'enseignement professionnel, puis lycée d'enseignement professionnel et enfin lycée professionnel, il est depuis les lois de décentralisation, propriété du conseil régional de Picardie et abrite le LP « Donation-de Rothschild »,.

### Maison d'enfants et foyer pour adolescents
De 1951 à 1993,, Shatta Simon et Bouli Simon dirigent la maison d'enfants située au château de Laversine.
Une formation professionnelle est donnée dans cette institution.

## Expositions d'artistes
- Francis Harburger (1954)
- Anna Waisman (1973)
- Jacques Yankel (1972)
- Faïbich-Schraga Zarfin (1966)